# Cidahu (Pasawahan, Kuningan)
Cidahu is een bestuurslaag in het regentschap Kuningan van de provincie West-Java, Indonesië. Cidahu telt 2011 inwoners (volkstelling 2010).